# Fonologia della lingua ceca
La fonologia ceca descrive funzioni e pronuncia dei fonemi della lingua ceca.

## Vocali
Ci sono dieci fonemi vocalici in ceco. Cinque di questi sono brevi e cinque sono lunghi. La durata delle vocali lunghe è approssimativamente il doppio a confronto delle loro controparti corte. Le vocali lunghe e corte formano delle coppie minime. La lunghezza (quantità) è un'importante caratteristica distintiva in ceco. Una differenza nella lunghezza delle vocali cambia il significato della parola in moltissimi casi, ad esempio pata /pata/ (tallone) vs pátá /paːtaː/ (quinta). Inoltre, alcuni autori descrivono i dittonghi /aʊ̯/, /eʊ̯/, /oʊ̯/ come fonemi separati. 
Il sistema vocalico ceco è a tre gradi ed è triangolare (si veda lo schema vocalico). Generalmente viene ritenuto che il sistema delle vocali lunghe sia simmetrico con il sistema delle vocali corte, anche se il fonema /oː/ si trova quasi esclusivamente in parole d'origine straniera. 
Oltre alla lunghezza, la caratteristica distintiva delle vocali è l'apertura (aperte/chiuse) e la anteriorità/posteriorità (anteriore, centrale, posteriore). Che la vocale sia arrotondata o no, non costituisce una caratteristica distintiva separata, approfondisce solamente la differenza acustica tra le vocali anteriori e posteriori. Le vocali posteriori sono arrotondate mentre le anteriori e le centrali non lo sono.
Altre modificazioni vocali come la nasalizzazione non coinvolgono le vocali del ceco. Le vocali non vengono mai ridotte e non subiscono nessuna assimilazione. La lunghezza e la quantità vocalica sono indipendenti dall'accento.

### Vocali lunghe
Le vocali lunghe vengono indicate da un accento acuto o da un anello.
/iː/ viene rappresentata dalle lettere í e ý
/uː/ viene rappresentata dalle lettere ú e ů
/ɛː/ viene rappresentata dalla lettera é
/aː/ (effettivamente una vocale aperta centrale non arrotondata [äː]) viene rappresentata dalla lettera á
/oː/ (effettivamente una vocale media posteriore arrotondata [o̞ː]) viene rappresentata dalla lettera ó

### Vocali brevi
/ɪ/ viene rappresentata dalle lettere i e y
/ʊ/ viene rappresentata dalla lettera u
/ɛ/ viene rappresentata dalla lettera e (e a volte da ě)
/a/ (effettivamente una vocale aperta centrale non arrotondata [ä]) viene rappresentata dalla lettera a
/o/ (effettivamente una vocale media posteriore arrotondata [o̞]) viene rappresentata dalla lettera o
A volte ci si riferisce ai fonemi /o/ e /oː/ come /ɔ/ e /ɔː/. Questa trascrizione descrive la pronuncia tipica della Boemia centrale e di Praga, che è più aperta. La pronuncia standard è una vocale a metà tra [o(ː)] ed [ɔ(ː)], cioè una vocale posteriore media.
Si noti che ě non è una vocale separata. Analogamente ad y, ý ed ů, è un grafema mantenuto per ragioni storiche.

### Dittonghi
Ci sono tre dittonghi in ceco:
/aʊ̯/ rappresentato da au (quasi esclusivamente in parole di origine straniera)
/eʊ̯/ rappresentato da eu (solo in parole di origine straniera)
/oʊ̯/ rappresentato da ou (l'unico dittongo di origine strettamente ceca)
I gruppi vocalici ia, ie, ii, io, ed iu in parole di origine straniera non vengono considerati dittonghi, vengono pronunciati inserendo una /j/ tra le due vocali [ɪja, ɪjɛ, ɪjɪ, ɪjo, ɪju].

## Consonanti
La tabella seguente mostra una lista completa dei fonemi consonantici del ceco:
| style="background:linear-gradient(to top right,#eaecf0 49.5%,#aaa 49.5%,#aaa 50.5%,#eaecf0 50.5%);line-height:1;"\| | Bilabiali | Labiodentali | Alveolari | Palatoalveolari | Palatali | Velari | Glottidali |
| Nasali | m         |              | n         |                 |          |        |            |
| Occlusive | p b       |              | t d       |                 |          | k g    |            |
| Affricate |           |              | t͡s d͡z     | t͡ʃ d͡ʒ           |          |        |            |
| Fricative |           | f v          | s z       | ʃ ʒ             |          | x      | ɦ          |
| Fricative |           | r̝            |           |                 |          |        |            |
| Vibranti |           |              |           |                 |          |        |            |
| |           | r            |           |                 |          |        |            |
| Approssimanti |           |              |           |                 | j        |        |            |
| Approssimanti laterali                                                                                              |           |              | l         |                 |          |        |            |

Il fonema /r̝/ (trascritto <ř>) è una consonante alveolare fricativa-vibrante; la sua rarità lo rende difficile da riprodurre per uno straniero che impara il ceco. La realizzazione base di questo fonema è sonora, ma può desonorizzarsi [r̝̊] quando viene seguito da una consonante sorda o in fine di parola.
Il fonema /ɦ/ è una fricativa glottidale sonora [ɦ]. La sua realizzazione sorda è la velare [x].
Altri tipi di articolazione (aspirazione, labializzazione, velarizzazione, palatalizzazione, ecc.) non vengono usati in ceco. 

### Colpo di glottide
Il colpo di glottide non è un fonema separato. Il suo utilizzo è opzionale e può apparire all'inizio di una sillaba che comincia in vocale. La presenza o no del colpo di glottide non influisce sul significato della parola e non è un tratto distintivo. 
Il colpo di glottide ha due funzioni in ceco:
- per enfatizzare i confini di due morfemi in una parola composta o tra due parole separate ma pronunciate unite, viene inserito generalmente tra due vocali che non formano un dittongo, ad esempio. používat [po.ʔʊʒiːvat] (usare), táta a máma [taːta ʔa maːma] (papà e mamma); nella parole che iniziano per vocale, le separa dalla preposizione che verrebbe letta attaccata, es. z okna [s ʔokna] (dalla finestra); viene inoltre inserito prima della vocale iniziale della seconda parte di una parola composta, es. trojúhelník [troj.ʔuːɦɛlɲiːk] (triangolo). L'uso del colpo di glottide è tipico della Boemia. La mancanza di esso è tipica delle regioni morave, es. [trojuːɦɛlɲiːk], [zokna]. Entrambe le varianti vengono considerate corrette.
- Alcune parole vengono enfatizzate dall'uso del colpo di glottide.

Nella pronuncia standard il colpo di glottide non viene mai inserito tra due vocali in parole di origine straniera, ad esempio nella parola koala.

### Fonemi consonantici periferici
I fonemi /f/, /ɡ/, e le affricate /d͡z/ e /d͡ʒ/ sono presenti solamente in parole di origine straniera. Foneticamente le affricate possono essere presenti sul confine di morfema (si veda l'unione consonantica)

### Consonanti nell'ortografia
/ʃ/ viene rappresentata dalla lettera š
/ʒ/ viene rappresentata dalla lettera ž
/nʲ/ viene rappresentata dalla lettera ň
/c/ viene rappresentata dalla lettera ť
/ɟ/ viene rappresentata dalla lettera ď
/ɦ/ viene rappresentata dalla lettera h
/x/ viene rappresentata dal digrafo ch
/ʦ/ viene rappresentata dalla lettera c
/ʣ/ viene rappresentata dal digrafo dz
/ʧ/ viene rappresentata dalla lettera č
/ʤ/ viene rappresentata dal digrafo dž
/r̝/ viene rappresentata dalla lettera ř
Altre consonanti vengono rappresentate dagli stessi caratteri dell'Alfabeto fonetico internazionale.

### Assimilazione consonantica
La realizzazione dei fonemi consonantici è influenzata dai fonemi vicini. La posizione dei fonemi nella parole può modificare la realizzazione acustica con un cambio di significato.

#### Assimilazione del punto di articolazione
La [ɱ] labiodentale è un allofono di /m/ prima delle fricative labiodentali /f/ e /v/, es. nella parola tramvaj [traɱvaj] (tram).
La [ŋ] velare è un allofono di /n/ prima delle occlusive velari /k/ e /ɡ/, es. nella parola banka [baŋka] (banca).
Queste assimilazioni non sono distintive ma opzionali. Realizzazioni di tipo [tramvaj] o [banka] possono capitare, specialmente nel registro più alto.

#### Assimilazione di sonorità
L'assimilazione di sonorità è una caratteristica importante della pronuncia ceca. Le ostruenti sonore vengono realizzate, in alcune circostanze, come sorde e viceversa. Ciò non si riflette nell'ortografia per cause etimologiche. L'assimilazione di sonorità si applica in queste circostanze:
- Nei gruppi consonantici tutte le ostruenti nel gruppo vengono realizzate o sorde o sonore, sempre sulla base della sonorità dell'ultima consonante (assimilazione regressiva), es. roztok [rostok] (soluzione).
- Le ostruenti sonore vengono realizzate come sorde in posizione finale di parola (desonorizzazione finale). Si compari led  ("ghiaccio", nominativo) – ledu [lɛdʊ] ("ghiaccio", genitivo) vs. let ("volo", nominativo) – letu [lɛtʊ] ("volo", genitivo); la forma nominativa di entrambe le parole (led – let) viene realizzata allo stesso modo [lɛt] a causa della desonorizzazione finale. Ma nelle forme flesse la pronuncia è diversa.

Le ostruenti sonore e sorde formano coppie nelle quali si applica l'assimilazione di sonorità:
| Sorde | Sonore |
| ----- | ------ |
| [p]   | [b]    |
| [t]   | [d]    |
| [tʲ]  | [dʲ]   |
| [k]   | [ɡ]    |
| [f]   | [v]    |
| [s]   | [z]    |
| [ʃ]   | [ʒ]    |
| [x]   | [ɦ]    |
| [t͡s]  | [d͡z]   |
| [t͡ʃ]  | [d͡ʒ]   |
| [r̝̊]   | [r̝]    |

Le sonoranti (/m/, /n/, /nʲ/, /j/, /r/ e /l/) non hanno controparti sorde e non subiscono mai la desonorizzazione. Ciò non causa mai la sonorizzazione di consonanti sorde vicine nella pronuncia standard, es. sledovat [slɛdovat] (guardare).
Ci sono alcune eccezioni alle regole sopra descritte:
- Il fonema /v/ non causa la sonorizzazione della consonante sorda precedente (cioè si comporta come una sonorante prima di una vocale), es. světlo [svjɛtlo] (luce). Però, /v/ seguita da una consonante sorda viene realizzata come sorda, es. vsadit [fsaɟɪt] (scommettere).
- I fonemi /x/ (trascritto <ch> e /ɦ/ (trascritto <h>) formano una speciale coppia anche se hanno punti di articolazione differenti, es. vrh [vrx] (tiro) – vrhu [vrɦu] (forma genitiva). Il fonema /x/ seguito da un'ostruente sonora può essere realizzato sia [ɦ] sia [ɣ], es. abych byl [abɪɣ.bɪl]. Il fonema /ɦ/ subisce un'assimilazione progressiva nella pronuncia boema, es. na shledanou [na sxlɛdanoʊ̯] (arrivederci), mentre l'assimilazione regressiva standard avviene nella pronuncia morava [na zɦlɛdanoʊ̯].
- Il fonema /r̝/ non causa l'assimilazione delle consonanti adiacenti, ma subisce sia l'assimilazione regressiva sia quella progressiva a seconda delle consonanti vicine, es. při [pr̝̊ɪ] (durante, per). La realizzazione base è sonora, ma si desonorizza in posizione finale.

#### Unione consonantica
Due fonemi consonantici identici (o allofoni) possono trovarsi adiacenti nel processo di formazione della parola. In molti casi, specialmente nei suffissi, due identici suoni consonantici si fondono in un unico suono nella pronuncia, ad esempio cenný [t͡sɛniː] (valutabile), měkký [mʲɛkiː] (debole). 

Nei prefissi ed in parole composte la pronuncia doppia è ovvia, cioè entrambi i fonemi vengono pronunciati separatamente. Ciò è necessario nel caso di parole differenti: nejjasnější [nɛjjasnʲɛjʃiː] (il più chiaro) vs nejasnější [nɛjasnʲɛjʃiː] (più non-chiaro → più scuro). La pronuncia doppia viene percepita come un ipercorrettivismo in casi come [t͡sɛnniː] o [mʲɛkkiː].
Le combinazioni di occlusive (/d/, /t/, /dʲ/, /tʲ/) e fricative (/s/, /z/, /ʃ/, /ʒ/) producono di solito delle affricate ([t͡s, d͡z, t͡ʃ, d͡ʒ]): dětský [dʲɛt͡skiː] (infantile). Entrambi i fonemi vengono pronunciati separatamente in una pronuncia più accurata: [dʲɛt.skiː].
Le assimilazioni consonantiche sono inappropriate nei confini della parola, ad esempio quando pojď sem ("vieni qui!") viene realizzato come [pot͡sɛm]. È necessario pronunciare tutti i fonemi chiaramente e separatamente: [pojtʲ.sɛm].

## Prosodia

### Accento
L'accento è sempre fisso sulla prima sillaba di una parola. Le eccezioni sono le seguenti:
- Le preposizioni monosillabiche formano di solito una singola parola unita con le parole ad esse successive. In tal modo l'accento si muove sulla preposizione, ˈPraha (Praga) → ˈdo Prahy (a Praga). Questa regola non si applica però in parole che hanno quattro o più sillabe: na ˈkoloˌnádě (sul colonnato).
- Alcune parole monosillabiche (es. mi (mi, a me), ti (ti, a te), to (questo), se, si (si, se), jsem (sono), jsi (sei), ecc.) sono clitici, non prendono l'accento e formano un'unità con la parola precedente e perciò non possono trovarsi all'inizio di una frase. Ad esempio: ˈNapsal jsem ti ten ˈdopis (Ti ho scritto questa lettera, letteralmente Scritto ho a te questa lettera).

L'accento non ha funzioni lessicali o fonologiche; indica il confine tra varie parole ma non ha funzione distintiva tra più parole. Inoltre non influenza la quantità o la qualità delle vocali (come avviene in italiano), cioè non avviene riduzione (come in russo) e le vocali accentate si presentano sia lunghe sia corte. Perciò si può considerare la ritmica ceca isosillabica.

### Intonazione
Il ceco non è una lingua tonale. I toni e la melodia non sono caratteristiche lessicali distintive. Ad ogni modo l'intonazione è una caratteristica distintiva a livello sintattico. I toni possono evidenziare le domande dal semplice messaggio, come in italiano, e non c'è bisogno di cambiamenti nell'ordine delle parole, come in inglese:
On to udělal. (L'ha fatto.)
On to udělal? (L'ha fatto?)
On to udělal?! (Lui l'ha fatto?!)
Ognuna di queste frasi hanno la stessa struttura lessicale e grammaticale. La differenza sta tutta nell'intonazione.

### Fonotattica
Le sillabe aperte del tipo CV sono le più frequenti nei testi ceco, a conferma della teoria per cui tutte le sillabe della lingua proto-slava erano aperte. Sillabe senza consonanti sono relativamente rare. L'uso del colpo di glottide all'inizio di una parola con una sillaba solo vocalica conferma questa tendenza nella pronuncia dei locutori boemi. Nel ceco comune, l'interdialetto più diffuso, una v– protetica viene aggiunta a tutte le parole che cominciano per o– in ceco standard, es. voko invece di oko (occhio).
La struttura generale della sillaba ceca è:
(C)(C)(C)(C)V(C)(C)(C)
C – consonante
V – vocale o consonante sillabica
Infine le parole ceche possono avere fino a quattro consonanti nel gruppo iniziale prevocalico e tre consonanti nel gruppo finale (escludendo le consonanti sillabiche). Il nucleo sillabico è normalmente costituito da vocali o dittonghi ma in alcuni casi si possono trovare come nucleo le sonoranti sillabiche (/r/ e /l/, raramente anche /m/), es. vlk [vl̩k] (lupo), krk [kr̩k] (collo), osm [osm̩] (otto).
I gruppi vocalici possono presentarsi sui confini morfemici. Non possono includere più di due vocali. Entrambe le vocali sono nuclei sillabici separati e non formano dittonghi.

## Morfonologia
Le alternanze fonemiche nei morfofonemi (cambiamenti che non influenzano il significato del morfema) vengono applicati frequentemente nella declinazione e nella derivazione. Si dividono in alternanze consonantiche e vocaliche. Entrambi i tipi si possono combinare in un singolo morfema:
- kniha /knʲɪɦa/ [knʲɪɦa] (libro)
- v knize /vknʲɪzɛ/ [fknʲɪzɛ] (in un libro)
- knížka /knʲiːʒka/ [knʲiːʃka] (libriccino)

### Alternanze vocaliche
Le più importanti sono le alternanze di fonemi corti e lunghi. Alcune di esse sono correlative, cioè i fonemi in coppia differiscono solo nella lunghezza. A causa di cambiamenti fonetici storici, (/oː/ → /uː/, /uː/ → /oʊ̯/), alcune alternanze sono disgiuntive, cioè i fonemi in coppia sono differenti in più caratteristiche. Queste alternanze coinvolgono le vocali delle radici di parola durante la declinazione e la derivazione, e possono interessare anche i prefissi nella derivazione.
| Fonema corto | Fonema lungo | Esempi, note                                                                     |
| ------------ | ------------ | -------------------------------------------------------------------------------- |
| /a/          | /aː/         | zakladatel (fondatore) – zakládat (fondare)                                      |
| /ɛ/          | /ɛː/         | letadlo (aeroplano) – létat (volare)                                             |
| /ɪ/          | /iː/         | litovat (dispiacere) – lítost (rimorso) vykonat (eseguire) – výkon (prestazione) |
| /o/          | /uː/         | koně (cavalli) – kůň (cavallo)                                                   |
| /ʊ/          | /uː/         | učesat (pettinare) – účes (acconciatura) (solo in morfemi di posizione iniziale) |
| /ʊ/          | /oʊ̯/         | kup! (compra!) – koupit (comprare) (in altre posizioni)                          |

Alcune altre alternanze vocaliche disgiuntive si presentano nelle radici delle parole durante la derivazione (raramente durante la declinazione):
- |a/ɛ|: šťastný (felice) – štěstí (felicità); vejce (uovo) – vajec (delle uova)
- |ɛ/o|: veze (porta) – vozí (porta)
- |aː/iː|: hřát (riscaldarsi) – zahřívat (riscaldare)
- |aː/ɛ|: otřást (scuotere) – otřes (scossa)
- |aː/o|: vyrábět (produrre) – výroba (produzione)
- |ɛ/iː|: zaječice (lepre femmina) – zajíc (lepre)

Possono inoltre esserci alternanze di comparsa/scomparsa, cioè la vocale si alterna con un fonema zero, o nullo. In alcuni allomorfi /ɛ/ viene inserita tra le consonanti per semplificare la pronuncia:
- |ɛ/Ø|: matka (madre) – matek (delle madri); lež (bugia) – lži (bugie)

Ciò accade anche in alcune preposizioni che hanno varianti posizionali vocalizzate: v domě – (in una casa) – ve vodě (in acqua); s tebou (con te) – se mnou (con me), ecc.
Altre alternanze di questo tipo possono presentarsi ma sono abbastanza rare:
- |ɪ/Ø|: vypsat (bandire, indire) – výpis (estratto)
- |ɪː/Ø|: vytknout (contestare, perf.) – vytýkat (contestare, imperf.); ubrat (portare via, perf.) – ubírat (portare via, imperf.)
- |ʊ/Ø|: suchý (asciutto) – schnout (asciugare)

### Alternanze consonantiche
Le alternanze di consonanti dure e deboli rappresentano il tipo più frequente. Si presentano regolarmente nelle consonanti finali delle radici prima di alcuni suffissi (nella derivazione) e prima delle desinenze (nella declinazione). Le consonanti dure vengono indebolite se sono seguite da /ɛ/ (trascritta <e/ě>), /ɪ/ o /iː/ (trascritte <i> o <í>, ma non <y> e <ý> che rappresenta la medesima vocale senza la proprietà di indebolimento). Questi cambiamenti accadono anche prima di alcuni suffissi (es. -ka). L'indebolimento può essere correlativo o disgiuntivo.
| Dura  | Debole | Esempi, note                                                                 |
| ----- | ------ | ---------------------------------------------------------------------------- |
| /d/   | /dʲ/   | mladý (giovane – masc. sing.) – mladí (giovani masc. anim. pl.)              |
| /t/   | /tʲ/   | plat (pagamento) – platit (pagare)                                           |
| /n/   | /ɲ/    | žena (donna) – ženě (alla donna – dat.)                                      |
| /r/   | /r̝̊/    | dobrý (buono – agg.) – dobře (bene – avv.)                                   |
| /s/   | /ʃ/    | učesat (tagliare i capelli) – učešu (taglierò i capelli)                     |
| /z/   | /ʒ/    | ukázat (mostrare) – ukážu (mostrerò)                                         |
| /t͡s/  | /t͡ʃ/   | ovce (pecora) – ovčák (pastore)                                              |
| /ɡ/   | /ʒ/    | Riga – rižský (di Riga, agg.)                                                |
| /ɡ/   | /z/    | v Rize (a Riga)                                                              |
| /ɦ/   | /ʒ/    | Praha (Praga) – Pražan (cittadino di Praga)                                  |
| /ɦ/   | /z/    | v Praze (a Praga)                                                            |
| /x/   | /ʃ/    | prach (polvere) – prášit (spolverare)                                        |
| /x/   | /s/    | smíchat (mischiare) – směs (mistura)                                         |
| /k/   | /t͡ʃ/   | vlk (lupo) – vlček (lupacchiotto)                                            |
| /k/   | /t͡s/   | vlci (lupi)                                                                  |
| /sk/  | /ʃtʲ/  | britský (britannico – masc. sing.) – britští (britannici – masc. anim. pl.)  |
| /t͡sk/ | /t͡ʃtʲ/ | anglický (inglese – agg.) – angličtina (inglese – lingua)                    |
| /b/   | /bʲ/   | nádoba (vasca) – v nádobě (in vasca) bílý (bianco) – bělásek (cavolo bianco) |
| /p/   | /pʲ/   | zpívat (cantare) – zpěvák (cantante)                                         |
| /v/   | /vʲ/   | tráva (erba) – na trávě (sull'erba) vím (so) – vědět (sapere)                |
| /f/   | /fʲ/   | harfa (arpa) – na harfě (sull'arpa)                                          |
| /m/   | /mʲ/   | dům (casa) – v domě (in una casa) smích (risata) – směšný (divertente)       |

Gli ultimi quattro esempi sono alternanze di emersione. Un fonema (/j/ o /ɲ/) viene inserito nella pronuncia, ma per ragioni storiche, questi cambiamenti vengono indicati da <ě> nell'ortografia. Queste alternanze sono analogiche con l'alternanza di indebolimento, perciò vengono menzionate qui. Si presentano inoltre anche nelle radici delle parole insieme alle alternanze vocaliche (di solito |ɛ/iː|).
Alcune altre alternanze possono presentarsi ma abbastanza raramente. Inoltre rimangono spesso poco evidenti:
- |p/Ø|: topit se – tonout (affondare)
- |b/Ø|: zahýbat (svoltare, rientrare) – zahnout (fare una svolta)
- |p/Ø|: vléct (tirare) – obléct (vestirsi)